# Dzjochar Dudajev-bataljonen
Dzjochar Dudajev-bataljonen (ukrainska: Батальйон імені Джохара Дудаєва, ryska: Батальон имени Джохара Дудаева) är ett paramilitärt förband i Ukraina som består av Moskvafientliga frivilliga från Tjetjenien. Den har sitt namn efter den tjetjenska självständighetsrörelsens före detta ledare Dzjochar Dudajev. Bataljonen led i februari 2015 svåra förluster vid striderna i Debaltseve då bland andra dess befälhavare Isa Munaev dödades av en granat.

## Historia
Ukrainas inrikesminister Arsen Avakov utfärdade den 15 april 2014 ett dekret om att godkänna frivilliga paramilitära grupper för strider i östra Ukraina. En orsak till att de ukrainska frivilligbataljonerna har skapats är att krigsledningen har haft problem med lojaliteten inom den ukrainska armén.
Dzjochar Dudajev-bataljonen strider inte officiellt ihop med den ukrainska armén men har ukrainska regeringens stöd och godkännande och har sedan den inrättades deltagit i kriget mot de proryska rebellerna i landets östra delar.
Bataljonens storlek är några hundra personer.